# Distrito de Ortenau
El Distrito de Ortenau es un distrito rural (Landkreis) situado en el suroeste del estado federal de Baden-Wurtemberg. Pertenece a la región Südlicher Oberrhein. Los distritos vecinos son (empezando por el norte y en el sentido de las agujas del reloj), en el norte el Distrito de Rastatt, en el este al Distrito de Freudenstadt y el Distrito de Rottweil, en el sudeste al Distrito de Selva Negra-Baar y en el sur al Distrito de Emmendingen. En el oeste el Rin forma la frontera natural a Francia con el departamento Bas-Rhin. La capital del distrito recae sobre la ciudad de Offenburg.

## Geografía
El distrito de Ortenau tiene parte en el norte de la Selva Negra y en la llanura del Rin superior. La elevación más alta es la Hornisgrinde en el noreste del distrito. Muchos valles dividen el territorio del distrito. Entre ellos los de los ríos Schutter, Kinzig, Rench y Acher. El último es el río más importante del distrito.

## Demografía
El número de habitantes ha sido tomado del censo de población (¹) o datos de la oficina de estadística de Baden-Wurtemberg.
| Año                | Nº Habitantes |
| 31. Diciembre 1973 | 356.855       |
| 31. Diciembre 1975 | 355.613       |
| 31. Diciembre 1980 | 355.385       |
| 31. Diciembre 1985 | 353.536       |
| 27. Mayo 1987 ¹    | 354.655       |

| Año                | Nº Habitantes |
| 31. Diciembre 1990 | 371.725       |
| 31. Diciembre 1995 | 395.070       |
| 31. Diciembre 2000 | 408.126       |
| 31. Diciembre 2005 | 416.410       |
| 30. Junio 2006     | 416.780       |

## Ciudades y municipios
(Habitantes a 30 de septiembre de 2006)
| Ciudades 1. Achern (24.856) 2. Ettenheim (12.057) 3. Gengenbach (11.119) 4. Haslach im Kinzigtal (6.938) 5. Hausach (5.871) 6. Hornberg (4.376) 7. Kehl (34.652) 8. Lahr (43.624) 9. Mahlberg (4.491) 10. Oberkirch (20.182) 11. Offenburg (58.695) 12. Oppenau (4.995) 13. Renchen (7.313) 14. Rheinau (11.040) 15. Wolfach (5.917) 16. Zell am Harmersbach (8.036) Distritos administrativos Los "Distritos Administrativos" son dos (o más) municipios que unen sus administraciones (en España, algo así como "Mancomunidades") 1. Achern 2. Ettenheim 3. Gengenbach 4. Haslach im Kinzigtal 5. Hausach 6. Kappelrodeck 7. Lahr (Selva Negra) 8. Oberes Renchtal 9. Oberkirch 10. Offenburg 11. Seelbach 12. Schwanau 13. Wolfach 14. Zell am Harmersbach | Municipios 1. Appenweier (9.717) 2. Bad Peterstal-Griesbach (2.838) 3. Berghaupten (2.438) 4. Biberach (3.351) 5. Durbach (3.887) 6. Fischerbach (1.698) 7. Friesenheim (12.664) 8. Gutach (2.235) 9. Hofstetten (1.674) 10. Hohberg (7.836) 11. Kappel-Grafenhausen (4.850) 12. Kappelrodeck (5.839) 13. Kippenheim (5.100) 14. Lauf (3.950) 15. Lautenbach (Valle del Rench) (1.904) 16. Meißenheim (3.667) 17. Mühlenbach (1.707) 18. Neuried (9.391) 19. Nordrach (2.047) 20. Oberharmersbach (2.575) 21. Oberwolfach (2.759) 22. Ohlsbach (3.216) 23. Ortenberg (3.256) 24. Ottenhöfen (3.313) 25. Ringsheim (2.189) 26. Rust (3.679) 27. Sasbach (5.456) 28. Sasbachwalden (2.579) 29. Schuttertal (3.319) 30. Schutterwald (7.130) 31. Schwanau (6.835) 32. Seebach (1.514) 33. Seelbach (5.152) 34. Steinach (3.927) 35. Willstätt (9.176) |

## Escudo de armas
Descripción
En plata un águila doble con uñas y lengua rojas con escudo dorado sobre su pecho. En él San Jorge con armadura de plata matando un dragón.
Historia
El escudo se refiere al escudo de Ortenau de los caballeros imperiales. El águila también simboliza las ciudades imperiales libres de Offenburg, Gengenbach, Zell am Harmersbach y el territorio austriaco de Ortenau antes de que caecen a Baden en 1805.